# Inge Dekker
Inge Dekker (Assen, 18 de agosto de 1985) é uma nadadora neerlandesa, campeã olímpica.
Nos Jogos Olímpicos de Atenas 2004 e Pequim 2008, ganhou, participando do revezamento 4×100 m livres da Holanda, o bronze e o ouro, respectivamente. Em 2008, também obteve o oitavo lugar nos 100 m borboleta, 13º lugar no 4×100 m medley e 24º lugar nos 100 m livres.
É campeã mundial em Roma 2009 pelo revezamento 4x100 m livres holandês, e em Xangai 2011, nos 50 metros borboleta e pelo revezamento 4×100 m livres holandês. Em piscina curta, obteve um ouro em Xangai 2006 no 4×100 m livres, dois ouros em Manchester 2008 no 4x100 m e 4x200 m livres, e um ouro em Dubai 2010, nos 4×100 m livres.